# 汉阳1935年式刺刀

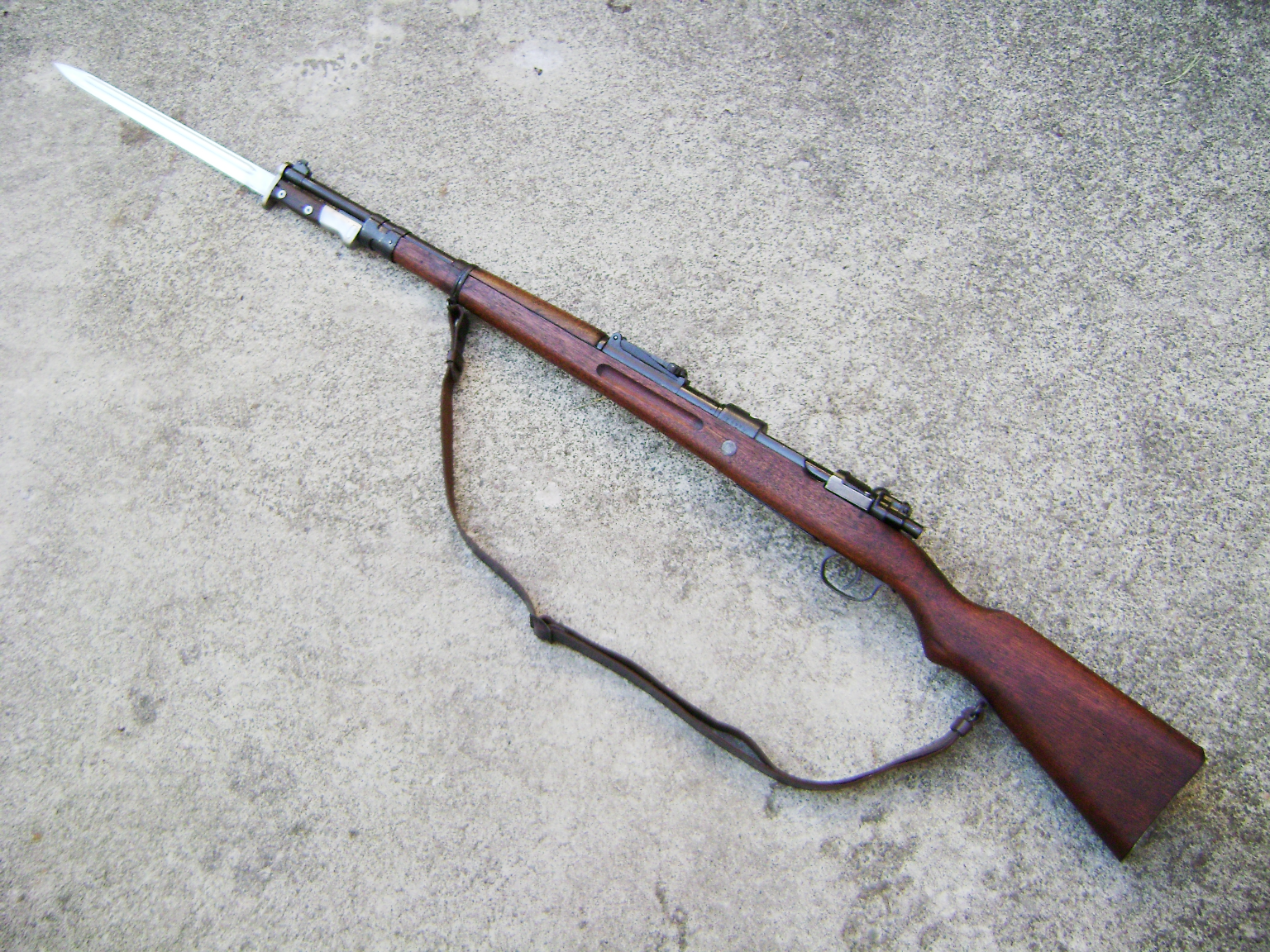
加上HY1935刺刀的中正式步槍

漢陽HY1935刺刀是一款為中華民國中正式步槍研製並在1935年生產的刺刀。该款刺刀的设计基于德製Gewehr 98步枪的S84/98 III刺刀及其变种，亦有相同的刺刀座样式。